# La donna del peccato
La donna del peccato è un film italiano del 1942 diretto da Harry Hasso.

## Trama
Una ragazza, spinta dal marito, deve ingannare un ingegnere per rubare i progetti della sua invenzione ma nasce l'amore.
Pur di sfuggire al marito che continua a perseguitarla tenta il suicidio ma viene salvata proprio dall'ingegnere.